# Josephine Bakhita
Josephine Margaret Bakhita, även Fortunata, född 1869 i Darfur, död 8 februari 1947 i Schio i Italien, var en sudanesisk-italiensk katolsk nunna, helgon och före detta slav i sitt ursprungsland Sudan under 1800-talet.
Hon upptogs i medelåldern i katolska kyrkan och inträdde som nunna i den katolska orden Barmhärtighetssystrarna, grundad av Magdalena av Canossa. Hon levde och arbetade i Italien i över 40 år, bland annat som barnflicka.
År 2000 helgonförklarades hon av katolska kyrkan.

### Webbkällor
- Josephine Bakhita (1869-1947) (engelska)
- Saint Josephine Bakhita (engelska)